# انسان لانتیانی

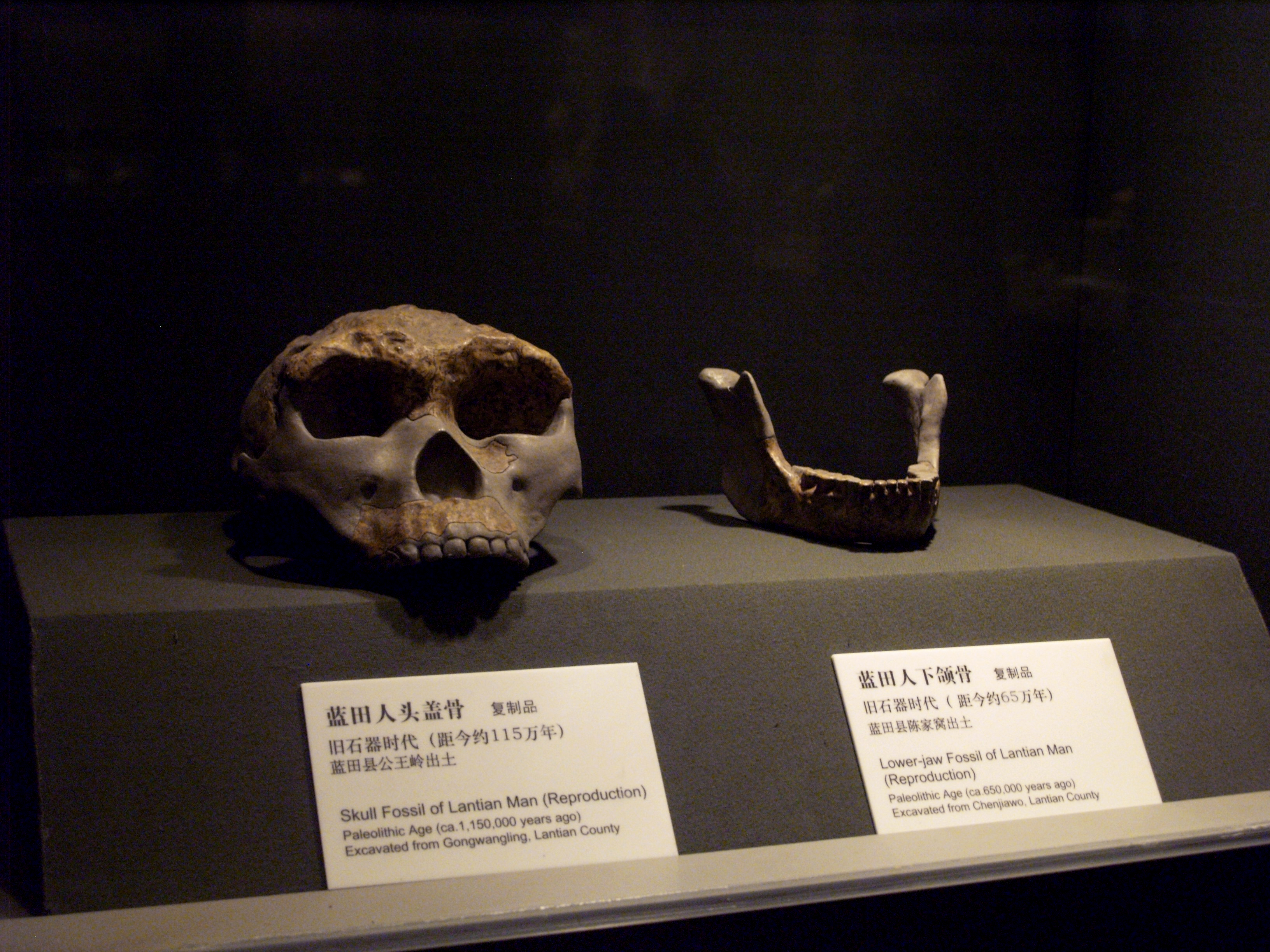
تصویری از سر انسان راست قامت در زمان گذشته

انسان لانتیانی (نام علمی: Homo erectus lantianensis) نام یک زیرگونه از گونه انسان راست‌قامت است.